# Charles Spencer-Churchill, IX duca di Marlborough
Charles Richard John Spencer-Churchill, IX duca di Marlborough (Simla, 13 novembre 1871 – Woodstock, 30 giugno 1934), è stato un nobile e politico inglese, conosciuto con il titolo di Conte di Sunderland fino al 1883 e poi come Marchese di Blandford tra il 1883 e il 1892. Fu anche conosciuto come "Sunny" Marlborough, a causa del titolo di cortesia di Conte di Sunderland, portato in gioventù.

## Biografia

### Infanzia ed educazione
Nato a Simla, in India, Charles era l'unico figlio maschio di George Spencer-Churchill, VIII duca di Marlborough e della sua prima moglie Lady Albertha Frances Anne Hamilton, figlia di James Hamilton, I duca di Abercorn. Era nipote di Lord Randolph Churchill e primo cugino di Sir Winston Churchill, con il quale ebbe un intimo rapporto di amicizia per tutta la vita. Era anche cugino di terzo grado di Diana, principessa del Galles. Fu educato nel Collegio di Winchester e al Trinity College di Cambridge.

### Carriera politica
Marlborough entrò nella Camera dei Lord dopo la morte prematura del padre nel 1892 e fece il suo primo discorso nel mese di agosto 1895.
Nel 1899 fu nominato Paymaster General da Lord Salisbury, incarico che ricoprì fino al 1902, e poi fu Sottosegretario di Stato per le Colonie con Arthur Balfour, tra il 1903 e il 1905 Entrò quindi a far parte del Consiglio privato nel 1899..
Durante la prima guerra mondiale, fu nel Consiglio dell'Agricoltura e della pesca tra il 1917 e il 1918 nella coalizione di governo di David Lloyd George. Fece il suo ultimo discorso alla Camera dei Lord nel dicembre del 1931.
Marlborough fu anche Lord grande intendente all'incoronazione di Edoardo VII nel 1902, sindaco di Woodstock tra il 1907 e il 1908 e Lord Luogotenente dell'Oxfordshire tra il 1915 e il 1934. Il 30 maggio 1902 fu investito Cavaliere della Giarrettiera a Buckingham Palace, poco prima dell'incoronazione dei sovrani.
Il Duca fu anche presidente del sindacato dei pompieri (National Fire Brigades Union)  e fondò l'Associazione dei Cotonieri britannici.

### Carriera militare

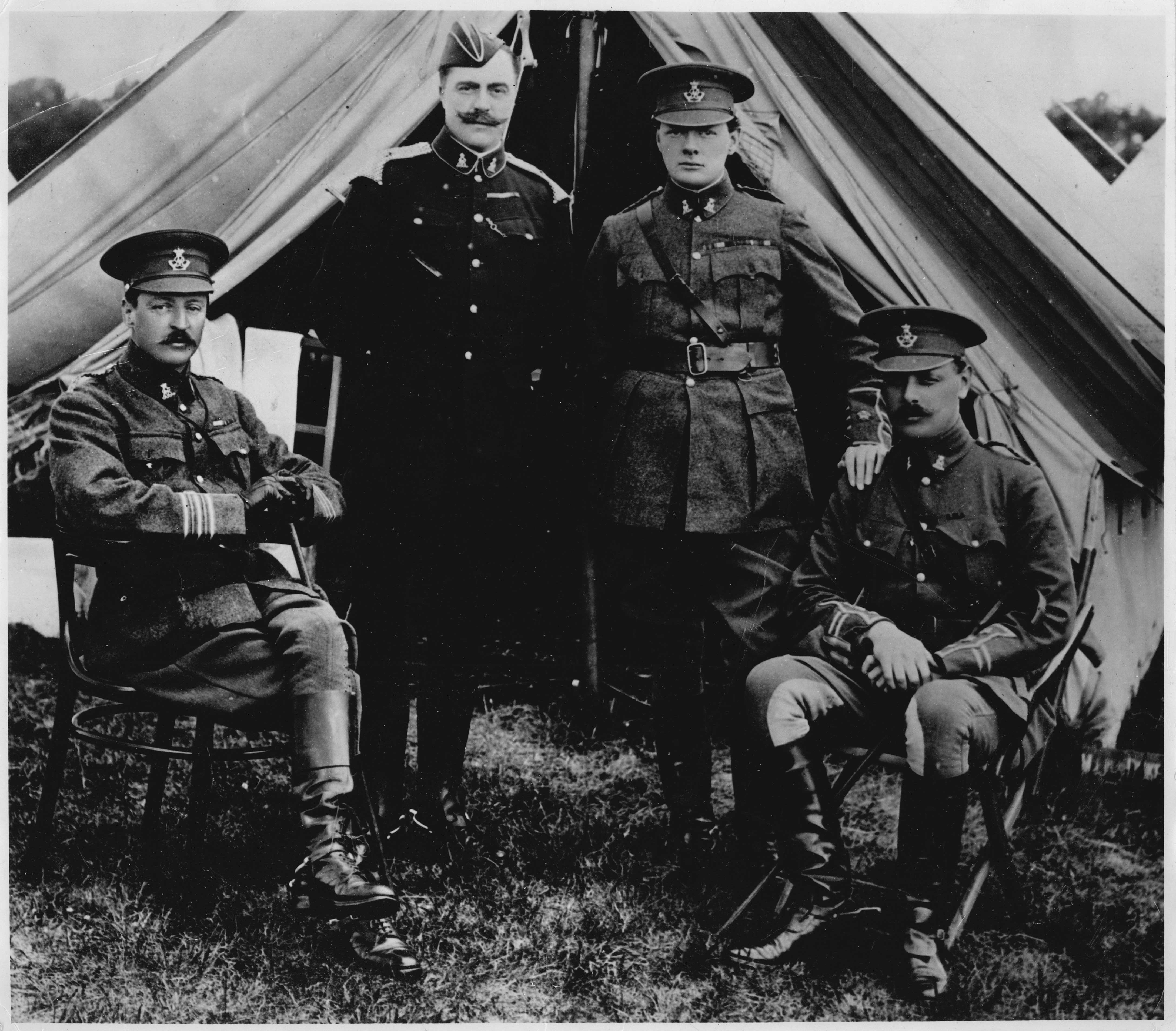
I Churchill. Da sinistra: il Duca con i cugini Victor Spencer, I visconte Churchill, Winston Churchill e, seduto al suo fianco, il fratello Jack (settembre 1914)

Marlborough fu nominato tenente dei Queen's Own Oxfordshire Hussars, il tradizionale reggimento della sua famiglia, nel 1897. Dopo lo scoppio della seconda guerra boera, nel gennaio 1900 fu distaccato per servizio come capitano di Stato maggiore dell'Imperial Yeomanry ("Riserva imperiale") in servizio in Sudafrica, e ricevette il rango temporaneo di Capitano. Arrivò a Città del Capo nel marzo 1900 e partì per Naauwpoort nella Colonia del Capo Settentrionale con gli Oxfordshire Hussars.
Successivamente fu nominato vice segretario militare di Lord Roberts, comandante in capo delle forze britanniche in Sudafrica, nonché aiutante di campo del tenente generale Ian Monteith Hamilton.
Fu menzionato nei dispacci e promosso maggiore il 7 dicembre 1901. Dopo la formazione dell'esercito territoriale, nel 1908 fu nominato colonnello onorario del III battaglione (riserva speciale) dell'Oxfordshire e della fanteria leggera del Buckinghamshire.
Fu promosso tenente colonnello del suo reggimento di riserva nel 1910, prestando servizio fino al 1914. Nel 1913 gli fu assegnata la Territorial Decoration (TD). Ritornò al servizio attivo durante la prima guerra mondiale, quando prestò servizio come tenente colonnello nello stato maggiore in Francia. In seguito fu colonnello onorario e comandante del Reggimento volontario dell'Oxfordshire del Corpo di addestramento volontario dal 1918 al 1920.

### Primo matrimonio

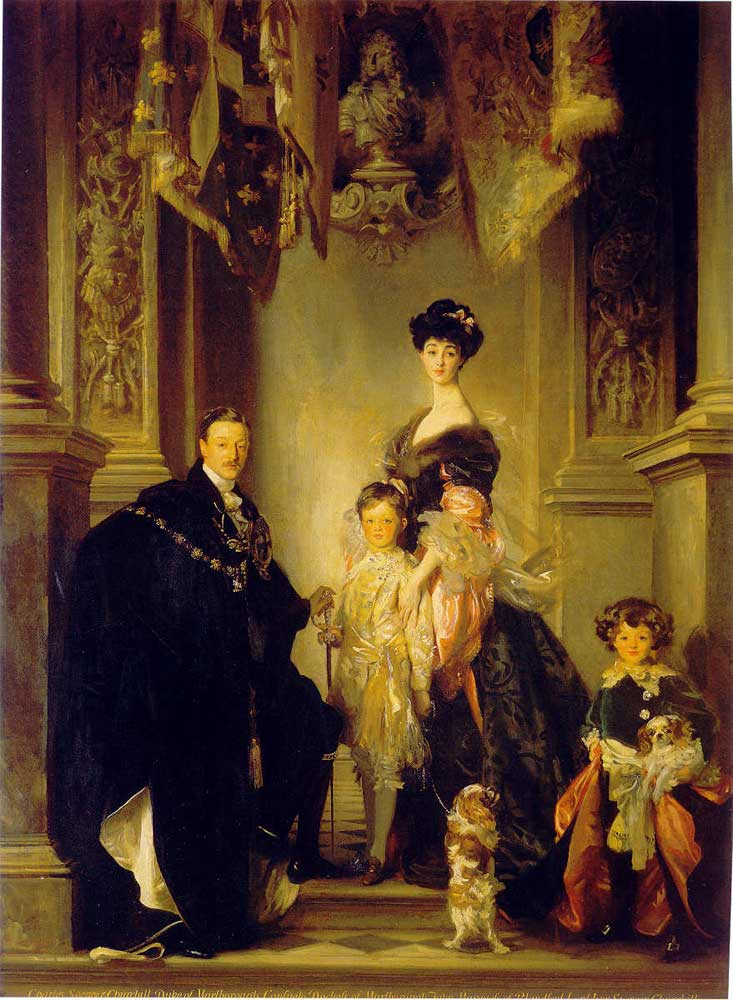
La famiglia del Duca di Marlborough ritratta da John Singer Sargent

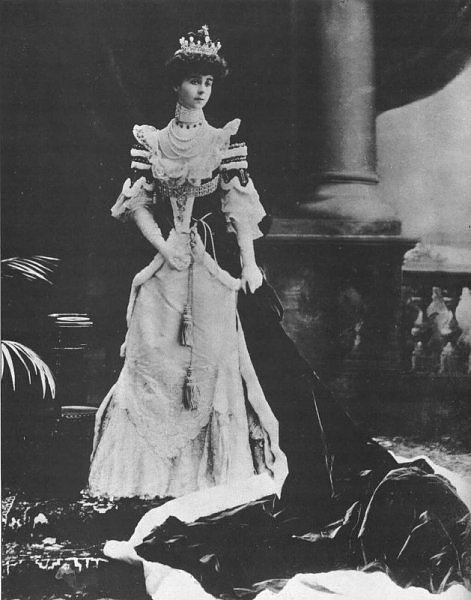
Consuelo, duchessa di Marlborough, in abiti cerimoniali per l'incoronazione di Giorgio V, nel 1911

Marlborough si sposò due volte. La prima moglie fu l'ereditiera americana Consuelo Vanderbilt che egli sposò nella Chiesa di S.Tommaso a New York il 6 novembre 1895.
Il matrimonio fu di puro interesse. Ereditato da suo padre il ducato nel 1892 sull'orlo della bancarotta Charles cercò da subito di trovare una soluzione drastica ai problemi che attanagliavano la sua famiglia. Incatenato dagli stretti diktat della società della fine del XIX secolo, l'unica soluzione che gli rimase fu quella di sposarsi per denaro. Nel novembre del 1896, freddamente e senza amore, sposò la ricca ereditiera americana Consuelo Vanderbilt. Il matrimonio venne celebrato dopo lunghi negoziati coi suoi genitori divorziati: sua madre, Alva Vanderbilt, non condivideva il fatto che la figlia divenisse una duchessa, mentre suo padre William Vanderbilt, era ambizioso e desiderava accondiscendere a questa possibilità. Alla fine il matrimonio venne concluso con una dote di 2.500.000 di dollari (circa 62.000.000 di dollari del 2007) in 50.000 azioni della Beech Creek Railway Company col minimo del 4% di dividendo garantito della New York Central Railroad Company. La coppia ebbe inoltre 100.000 dollari annui a vita come assegno dalla famiglia. Il contratto di matrimonio venne siglato nella sacrestia della St. Thomas Episcopal Church, New York, immediatamente dopo le solenni promesse di matrimonio. Nella carrozza che si allontanava dalla chiesa dopo le nozze, il Duca di Marlborough confessò a Consuelo di essere innamorato di un'altra donna, che aveva accettato il matrimonio unicamente per "salvare Blenheim" e che non avrebbe mai più fatto ritorno in America, dove non c'era "nulla che fosse inglese".
Il matrimonio produsse due figli che la madre soprannominò, con una battuta, "l'erede e la ruota di scorta".
Durante il viaggio di nozze compiuto nel 1895 la coppia ducale, dopo un soggiorno in India come ospite del Viceré Lord Lansdowne, zio del Duca, soggiornò presso la Corte imperiale russa a San Pietroburgo. I duchi furono poi nuovamente ospiti degli zar nel 1902, poco prima dell'incoronazione di re Edoardo VII; in tale occasione la Duchessa cenò con Nicola II e si recò in visita a sua madre, la zarina vedova Maria Fedorovna, sorella della regina d'Inghilterra Alessandra, a Palazzo Aničkov. In tale occasione venne anche realizzato per Consuelo una delle famose uova Fabergé, chiamato Uovo per la duchessa di Marlborough in suo onore.

### Committenza artistica
La dote della Vanderbilt fu utilizzata per restaurare il Castello di Blenheim e ricostituire i suoi arredi e la biblioteca così come molti dei contenuti originali venduti nel corso dell'Ottocento. Molti dei gioielli indossati dalla successiva Duchessa di Marlborough datano da questo periodo. L'arredamento del palazzo coi nuovi fondi ebbe inizio già durante la luna di miele dei due con l'acquisto di nuovi gioielli, pitture e mobili che vennero comprati in Europa per riempire il palazzo ormai vuoto Nel 1934 il Duca era tornato in possesso di 19,685 acri di terreni.. Al loro ritorno il duca iniziò un restauro completo del palazzo. Le stanze di rappresentanza vennero ridecorate con boiseries ad imitazione di quelle della Reggia di Versailles. Durante i lavori di sistemazione, le stanze vennero spostate al piano superiore, svuotando così le stanze di rappresentanza della loro funzione originaria. Sulla terrazza ovest l'architetto paesaggista Achille Duchêne venne impiegato per la realizzazione di un giardino d'acqua. Sulla terrazza inferiore a questa vennero poste due grandi fontane nello stile del Bernini, modelli in scala di quelle presenti a Piazza Navona, realizzati per John Churchill, I duca di Marlborough.
Blenheim tornò ad essere un luogo di meraviglia e di prestigio. Consuelo, ad ogni modo, era lontana dall'essere felice; molti dei suoi commenti cinici vennero riportati successivamente nella sua biografia postuma: The Glitter and the Gold. Nel 1906 scioccò la società perbenista inglese lasciando dapprima suo marito, poi divorziando definitivamente nel 1921. Il matrimonio fu poi annullato dal Vaticano cinque anni dopo, a causa del desiderio del Duca di entrare nella Chiesa cattolica. Consuelo sposò successivamente il francese Jacques Balsan. La Duchessa morì nel 1964, avendo vissuto abbastanza per vedere suo figlio succedere come Duca di Marlborough e facendo frequentemente ritorno a Blenheim, la casa che aveva odiato ma aveva contribuito a salvare con la sua dote.

### Secondo matrimonio

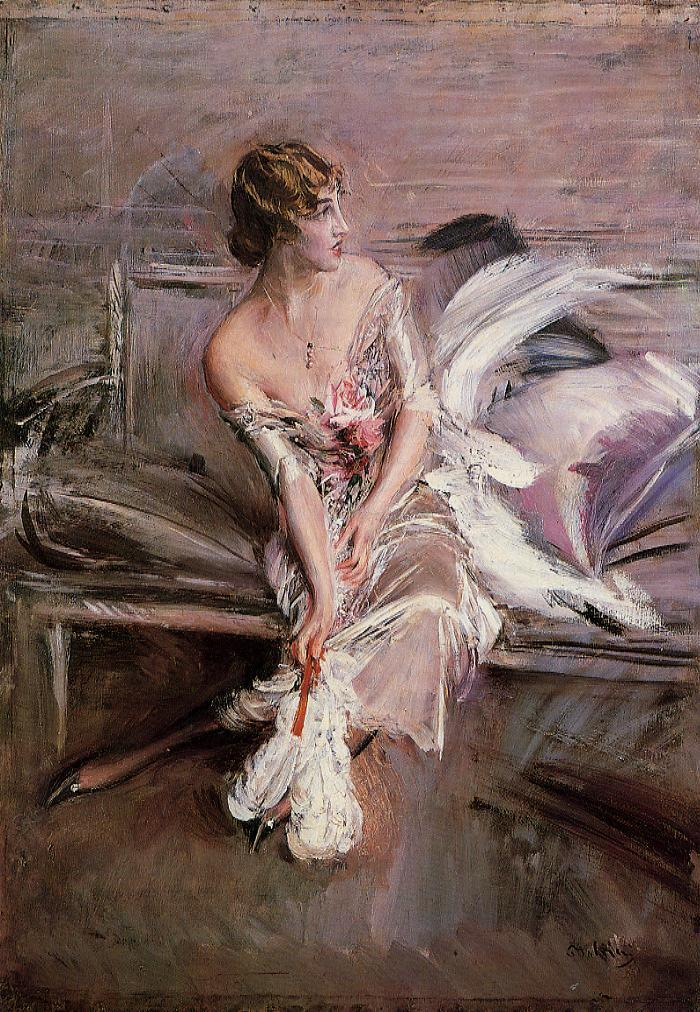
Gladys Deacon ritratta da Giovanni Boldini

Dopo il suo divorzio il Duca si risposò nuovamente con l'ex amica di Consuelo, Gladys Deacon, un'altra americana, figlia di Edward Parker Deacon e di Florence Baldwin. I due divennero amanti poco dopo che la Deacon si trasferì a Blenheim, ma non si sposarono fino al 25 giugno 1921, a Parigi, dopo che il Duca ebbe ottenuto il divorzio da Consuelo Vanderbilt.
La nuova Duchessa diede ulteriore impulso alla struttura ad esempio decorando la terrazza inferiore con sfingi modellate da Gladys in persona e poi eseguite da W. Ward Willis nel 1930. Prima del suo matrimonio, quando pure era già promessa in sposa al Duca di Marlborough, ricevette un anello di fidanzamento dal giovane principe ereditario Guglielmo di Germania, fatto che creò un incidente diplomatico che portò i servizi segreti dei due imperi a cercare di recuperarlo. Artista e giardiniere appassionato, il Duca aveva decorato il soffitto del portico di ingresso a Blenheim Palace con immagini dei sorprendenti occhi blu-verdi della moglie, dove sono visibili ancora oggi. Il loro matrimonio senza eredi si rivelò tuttavia molto infelice, tanto che Gladys Deacon teneva un revolver nella sua camera da letto per impedire l'ingresso del marito nella stanza.
Man mano che il comportamento della duchessa diventava sempre più maniacale, in particolare dopo la conversione del Duca al cattolicesimo nel 1927, la coppia iniziò a separarsi. Alla fine, il duca si trasferì fuori dal palazzo e due anni dopo allontanò la moglie. La coppia si separò ma non divorziò mai.

### Morte
Il nono Duca di Marlborough morì a Blenheim il 30 giugno 1934; corsero voci che poco prima della sua morte egli avesse cercato di entrare in un ordine monastico in Italia, dopo la sua conversione al Cattolicesimo.

## Discendenza
Lord Marlborough si sposò due volte:
- Dal primo matrimonio con Consuelo Vanderbilt nacquero due figli:
  - John Albert William Spencer-Churchill, poi X duca di Marlborough;
  - Lord Ivor Spencer-Churchill.
- Con Gladys Deacon, sua seconda moglie, non ebbe nessun figlio.

## Ascendenza
|                                                       |                                       |                                                  | Genitori                                      |  |  | Nonni |  |  | Bisnonni                                            |  |  | Trisnonni                                           |  |
|                                                       |                                       |                                                  |                                               |  |  |       |  |  | 8. George Spencer-Churchill, VI duca di Marlborough |  |  | 16. George Spencer-Churchill, V duca di Marlborough |  |
|                                                       |                                       |                                                  |                                               |  |  |       |  |  | 8. George Spencer-Churchill, VI duca di Marlborough |  |  | 16. George Spencer-Churchill, V duca di Marlborough |  |
|                                                       |                                       | 17. Susan Stewart                                |                                               |  |  |       |  |  | 8. George Spencer-Churchill, VI duca di Marlborough |  |  |                                                     |  |
| 4. John Spencer-Churchill, VII duca di Marlborough    |                                       |                                                  |                                               |  |  |       |  |  | 8. George Spencer-Churchill, VI duca di Marlborough |  |  |                                                     |  |
|                                                       |                                       | 9. Jane Stewart                                  | 18. George Stewart, VIII conte di Galloway    |  |  |       |  |  |                                                     |  |  |                                                     |  |
|                                                       |                                       | 9. Jane Stewart                                  | 18. George Stewart, VIII conte di Galloway    |  |  |       |  |  |                                                     |  |  |                                                     |  |
|                                                       |                                       | 9. Jane Stewart                                  | 19. Jane Paget                                |  |  |       |  |  |                                                     |  |  |                                                     |  |
| 2. George Spencer-Churchill, VIII duca di Marlborough |                                       | 9. Jane Stewart                                  |                                               |  |  |       |  |  |                                                     |  |  |                                                     |  |
|                                                       |                                       | 10. Charles Stewart, III marchese di Londonderry | 20. Robert Stewart, I marchese di Londonderry |  |  |       |  |  |                                                     |  |  |                                                     |  |
|                                                       |                                       | 10. Charles Stewart, III marchese di Londonderry | 20. Robert Stewart, I marchese di Londonderry |  |  |       |  |  |                                                     |  |  |                                                     |  |
|                                                       |                                       | 10. Charles Stewart, III marchese di Londonderry | 21. Frances Pratt                             |  |  |       |  |  |                                                     |  |  |                                                     |  |
| 5. Frances Anne Vane                                  |                                       | 10. Charles Stewart, III marchese di Londonderry |                                               |  |  |       |  |  |                                                     |  |  |                                                     |  |
|                                                       |                                       | 11. Frances Vane-Tempest                         | 22. Henry Vane-Tempest, II baronetto          |  |  |       |  |  |                                                     |  |  |                                                     |  |
|                                                       |                                       | 11. Frances Vane-Tempest                         | 22. Henry Vane-Tempest, II baronetto          |  |  |       |  |  |                                                     |  |  |                                                     |  |
|                                                       |                                       | 11. Frances Vane-Tempest                         | 23. Anne MacDonnell, contessa di Antrim       |  |  |       |  |  |                                                     |  |  |                                                     |  |
| 1. Charles Spencer-Churchill, IX duca di Marlborough  |                                       | 11. Frances Vane-Tempest                         |                                               |  |  |       |  |  |                                                     |  |  |                                                     |  |
|                                                       | 12. James Hamilton, visconte Hamilton | 24. John Hamilton, I marchese di Abercorn        |                                               |  |  |       |  |  |                                                     |  |  |                                                     |  |
|                                                       | 12. James Hamilton, visconte Hamilton | 24. John Hamilton, I marchese di Abercorn        |                                               |  |  |       |  |  |                                                     |  |  |                                                     |  |
|                                                       | 12. James Hamilton, visconte Hamilton | 25. Catherine Copley                             |                                               |  |  |       |  |  |                                                     |  |  |                                                     |  |
| 6. James Hamilton, I duca di Abercorn                 | 12. James Hamilton, visconte Hamilton |                                                  |                                               |  |  |       |  |  |                                                     |  |  |                                                     |  |
|                                                       |                                       | 13. Harriet Douglas                              | 26. John Douglas                              |  |  |       |  |  |                                                     |  |  |                                                     |  |
|                                                       |                                       | 13. Harriet Douglas                              | 26. John Douglas                              |  |  |       |  |  |                                                     |  |  |                                                     |  |
|                                                       |                                       | 13. Harriet Douglas                              | 27. Frances Lascelles                         |  |  |       |  |  |                                                     |  |  |                                                     |  |
| 3. Albertha Hamilton                                  |                                       | 13. Harriet Douglas                              |                                               |  |  |       |  |  |                                                     |  |  |                                                     |  |
|                                                       |                                       | 14. John Russell, VI duca di Bedford             | 28. Francis Russell, marchese di Tavistock    |  |  |       |  |  |                                                     |  |  |                                                     |  |
|                                                       |                                       | 14. John Russell, VI duca di Bedford             | 28. Francis Russell, marchese di Tavistock    |  |  |       |  |  |                                                     |  |  |                                                     |  |
|                                                       |                                       | 14. John Russell, VI duca di Bedford             | 29. Elizabeth van Keppel                      |  |  |       |  |  |                                                     |  |  |                                                     |  |
| 7. Louisa Jane Russell                                |                                       | 14. John Russell, VI duca di Bedford             |                                               |  |  |       |  |  |                                                     |  |  |                                                     |  |
|                                                       |                                       | 15. Georgiana Gordon                             | 30. Alexander Gordon, IV duca di Gordon       |  |  |       |  |  |                                                     |  |  |                                                     |  |
|                                                       |                                       | 15. Georgiana Gordon                             | 30. Alexander Gordon, IV duca di Gordon       |  |  |       |  |  |                                                     |  |  |                                                     |  |
|                                                       |                                       | 15. Georgiana Gordon                             | 31. Jane Maxwell                              |  |  |       |  |  |                                                     |  |  |                                                     |  |
|                                                       |                                       | 15. Georgiana Gordon                             |                                               |  |  |       |  |  |                                                     |  |  |                                                     |  |